# Hitachiōmiya
Hitachiōmiya (常陸大宮市, Hitachiōmiya-shi) est une ville située dans la préfecture d'Ibaraki, sur l'île de Honshū, au Japon.

## Géographie

### Situation
Hitachiōmiya est située dans le nord-ouest de la préfecture d'Ibaraki, au Japon, à une vingtaine de kilomètres de la capitale préfectorale, Mito.

### Démographie
Au 1er février 2010, la population totale de Hitachiōmiya s'élevait à 45 764 habitants, répartis sur une superficie totale de 348,38 km2, soit 5,7 % de la surface de la préfecture d'Ibaraki. Environ 60 % du territoire de la ville sont occupés par des forêts.

### Hydrographie
La ville est traversée par les fleuves Naka et Kuji.

## Histoire
La ville a été fondée le 16 octobre 2004 à la suite de la fusion des villes d'Ōmiya et Yamagata et des villages de Gozen'yama, Miwa et Ogawa.

## Économie
La ville développe une production d'oignons et de champignons shiitaké.

## Transport
La ville de Hitachiōmiya est desservie par les routes nationales 118, 293 et 123, ainsi que par la ligne Suigun de la JR East.